# Lucy Cotton
Lucy Cotton, nota anche come principessa Lucy Eristavi-Tchitcherine (Houston, 29 agosto 1895 – Miami Beach, 12 dicembre 1948), è stata un'attrice statunitense che apparve in una dozzina di film tra il 1910 e il 1921.

## Biografia
Nata in Texas, da adolescente Lucy Cotton si trasferì a New York. Il suo primo ruolo teatrale lo ebbe come ballerina di fila nell'allestimento di Broadway di un successo dell'epoca, la commedia musicale edoardiana The Quaker Girl. Nel 1915, apparve al Park Theatre in Polygamy e, nel 1919, ebbe, sempre a Broadway, un ruolo di rilievo nella commedia Up in Mabel's Room.
Diventata un personaggio pubblico per la sua carriera di attrice, la sua vita privata fu seguita da vicino dalla stampa. Nel 1924, l'attrice sposò Edward Russell Thomas, editore del New York Morning Telegraph che, morendo due anni dopo, la rese vedova lasciandole una fortuna di ventisette milioni di dollari e una bambina di nome Lucetta. In seguito, Lucy Cotton contrasse nuove nozze: Lytton Grey Ament (dal 1927 al 1930), l'avvocato Charles Hann Jr. (dal 1931 al divorzio 1932), William M. Magraw, presidente della Underground Installations Company di Manhattan (dal 1932 al 1941), e il principe Vladimir Eristavi-Tchitcherine (sposato il 15 giugno 1941 nella chiesa ortodossa russa a New York). Dopo questo ultimo matrimonio, l'attrice prese il titolo e il nome di principessa Lucy Eristavi-Tchitcherine.
Lucy Cotton morì Miami Beach il 12 dicembre 1948, all'età di 53 anni. La figlia, Lucetta Cotton Thomas (che cambiò il suo nome in Mary Frances Thomas), decise di farla cremare a Miami. Le sue ceneri furono inviate a New York, città nella quale si tenne il funerale dell'attrice.

## Filmografia
- The Fugitive, regia di David W. Griffith - cortometraggio (1910)
- Divorced, regia di Edward Warren (1915)
- Life Without Soul, regia di Joseph W. Smiley (1915)
- The Prodigal Wife
- The Miracle of Love, regia di Robert Z. Leonard (1919)
- The Broken Melody
- Blind Love, regia di Oliver D. Bailey (1920)
- The Sin That Was His, regia di Hobart Henley (1920)
- The Misleading Lady, regia di George Irving e George W. Terwilliger (1920)
- The Devil, regia di James Young (1921)
- The Man Who, regia di Maxwell Karger (1921)
- Whispering Shadows, regia di Émile Chautard (1921)